# Lago Argentino

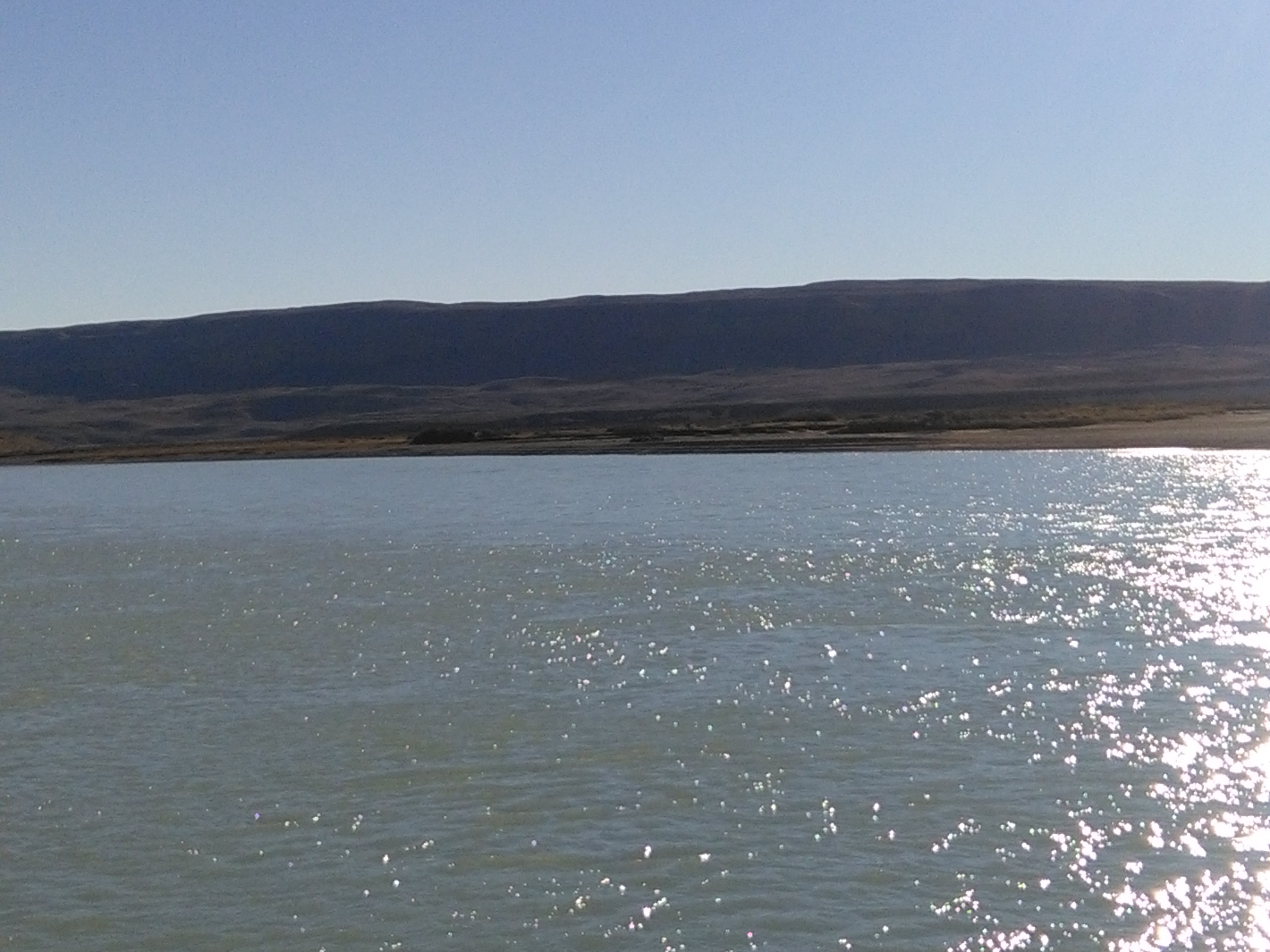
Vista desde la ruta

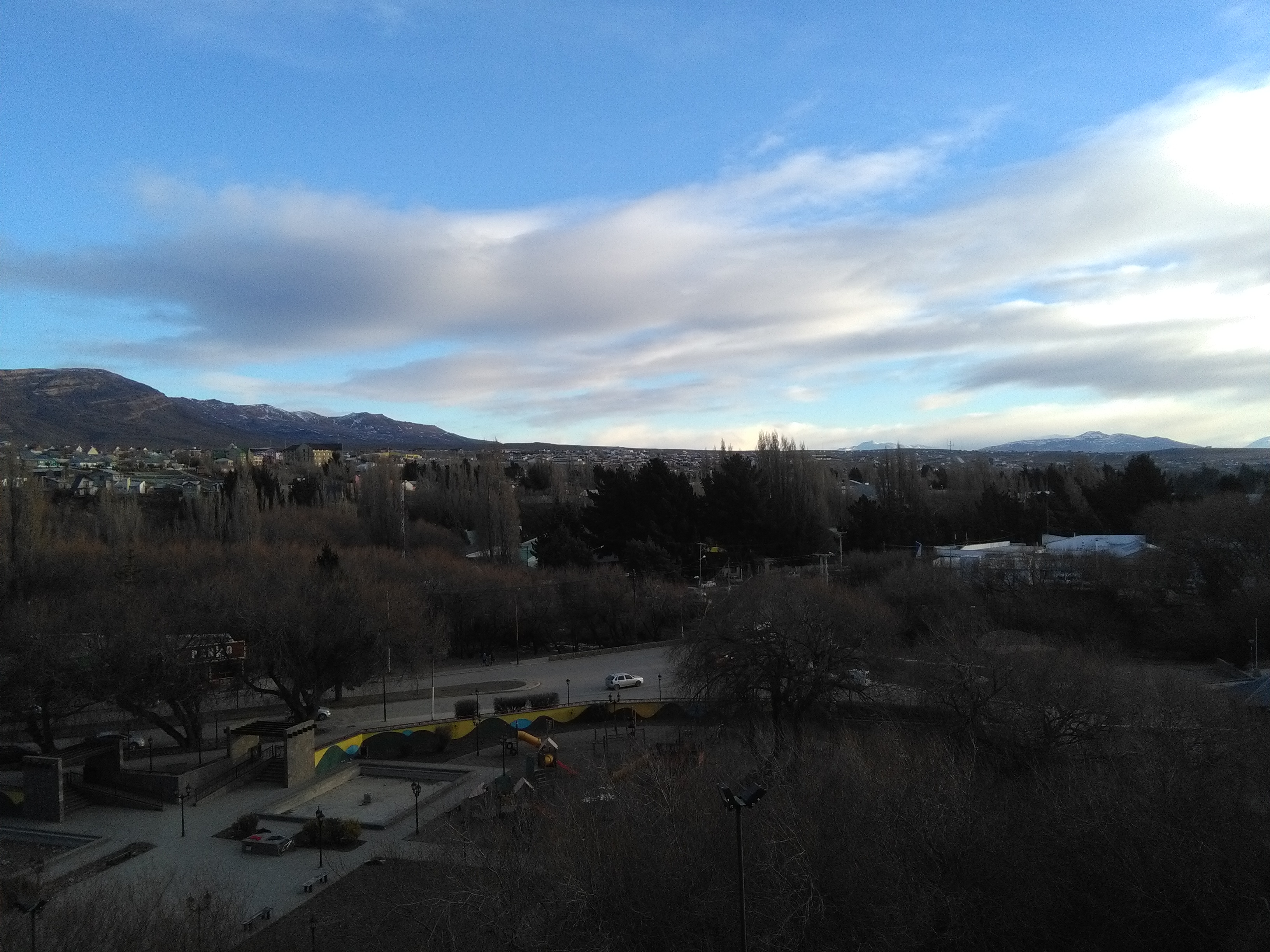
Plaza Pioneros

El lago Argentino es el mayor de los grandes lagos patagónicos de la Argentina; y el más austral de su territorio continental,  por detrás del fueguino lago Fagnano en la parte insular. El lago Argentino se encuentra ubicado en el sector sudoeste de la provincia de Santa Cruz.
Sin embargo, el lago más extenso de la Patagonia es el lago Buenos Aires/General Carrera, el segundo espejo de agua de Sudamérica después del lago Titicaca, el espejo de agua de más de 150 km de largo y más de 40 km de ancho, cubre una superficie de 1850 km², compartidos entre Argentina y Chile.
La particularidad de éste sistema es que drena sus agujas tanto al océano Pacífico como al océano Atlántico.

## Características

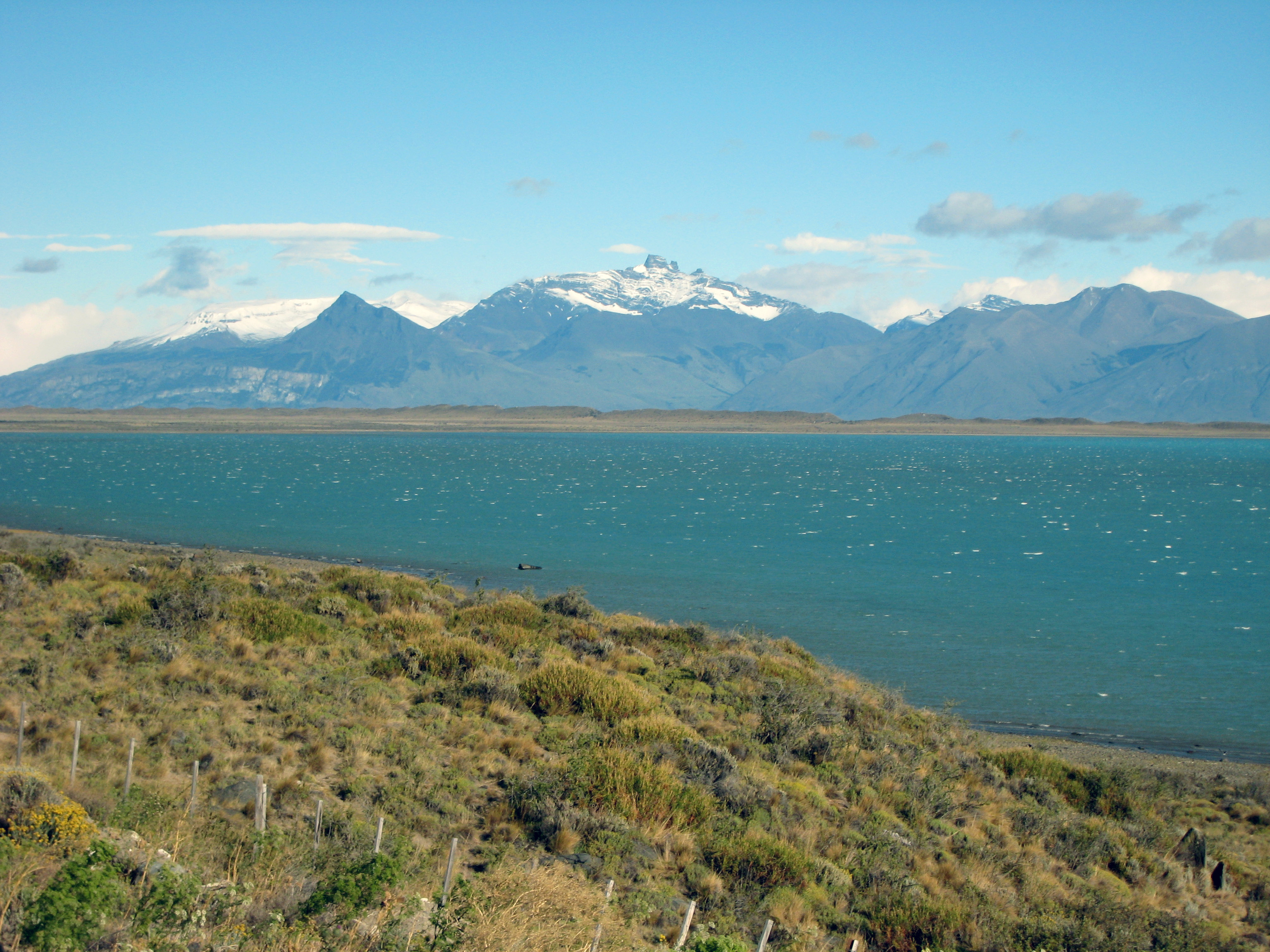
El sector estepario del lago Argentino.

El lago se encuentra a una altitud de 178 m s. n. m. y tiene una superficie de 1415 km², un volumen total de 219 000 hm³ y una profundidad media de 150 m, alcanzando en algunos puntos los  500 m, que lo sitúan entre los 20 lagos más profundos del mundo y el tercero más profundo de América después del Lago O'Higgins/San Martín y del Lago General Carrera/Buenos Aires, ambos ubicados en la Patagonia y compartidos entre Argentina y Chile.
Tiene un cuerpo principal y dos largos e irregulares brazos occidentales, que se encuentran dentro del parque nacional Los Glaciares; en ellos desaguan varios glaciares, entre los que destacan el Perito Moreno y el glaciar Upsala. En la ribera sur del lago se encuentra la ciudad de El Calafate, la base turística más habitual para la exploración de la región.
En el extremo este del lago, más precisamente en la boca del río Santa Cruz, a finales del siglo XIX se ubicaba un aike o paradero aonikenk llamado Carr Aiken.

## Hallazgo
Entre los pioneros de su exploración, se encuentra el contralmirante Valentín Feilberg, entonces subteniente  de la goleta de la Armada Argentina Chubut, quien en noviembre de 1873 en un bote descubrió y exploró sus riberas.

## Toponimia
El pueblo aonikenk habría denominado «Kelta» al cuerpo lacustre, aunque no hay testimonios históricos que lo refieran. Luego el lago sería denominado "Santa Cruz" por los primeros exploradores, pero finalmente sería rebautizado por el Perito Pascasio Moreno, por el nombre de lago Argentino, debido a que él quedó deslumbrado por la belleza e inmensidad de la zona, que luego bautizaría en honor a su patria con la cual comparó el lago, debido al intenso color celeste de sus aguas (similar al de la bandera argentina).

## Imágenes

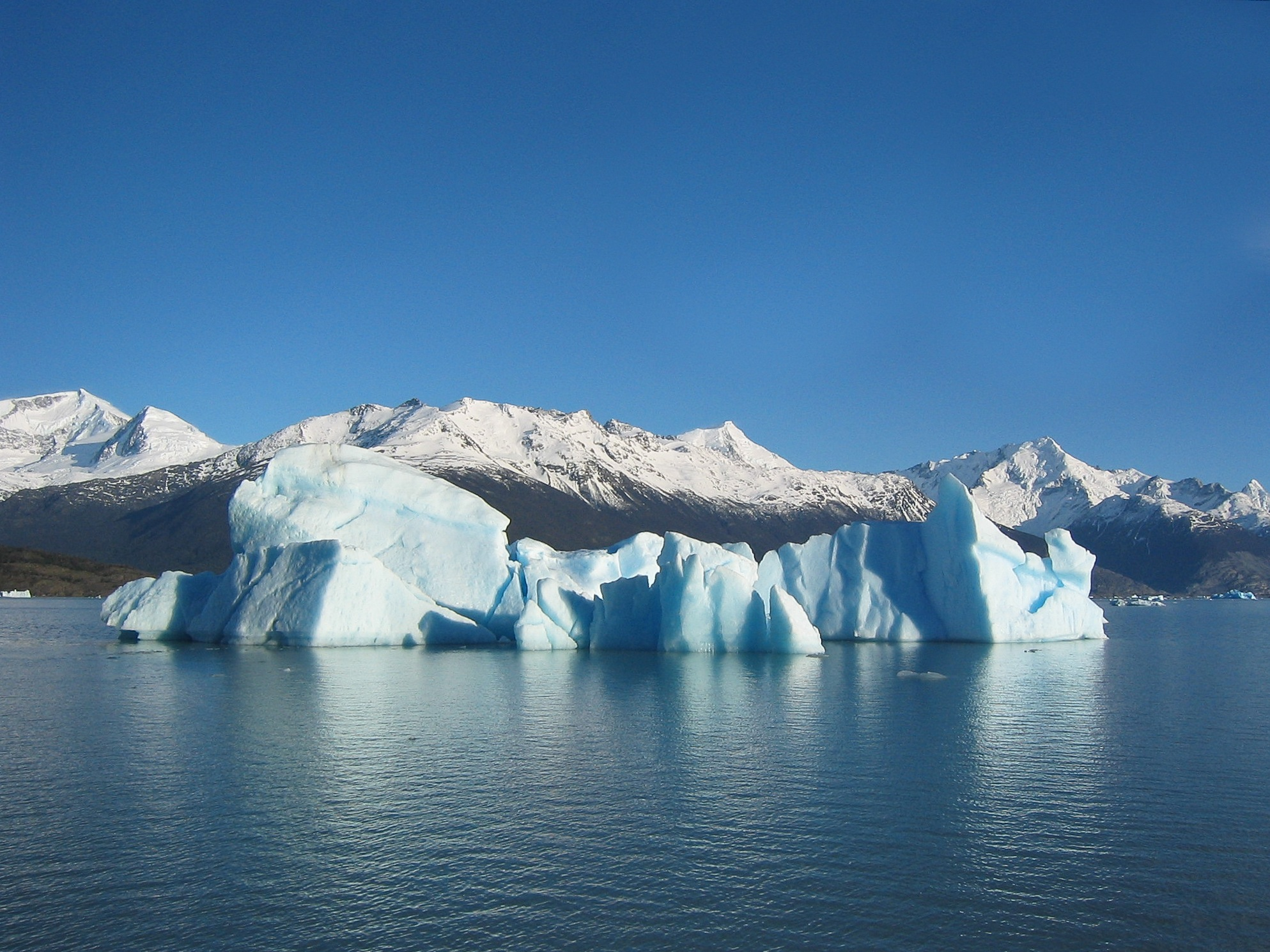
Témpano desprendido del glaciar Perito Moreno.
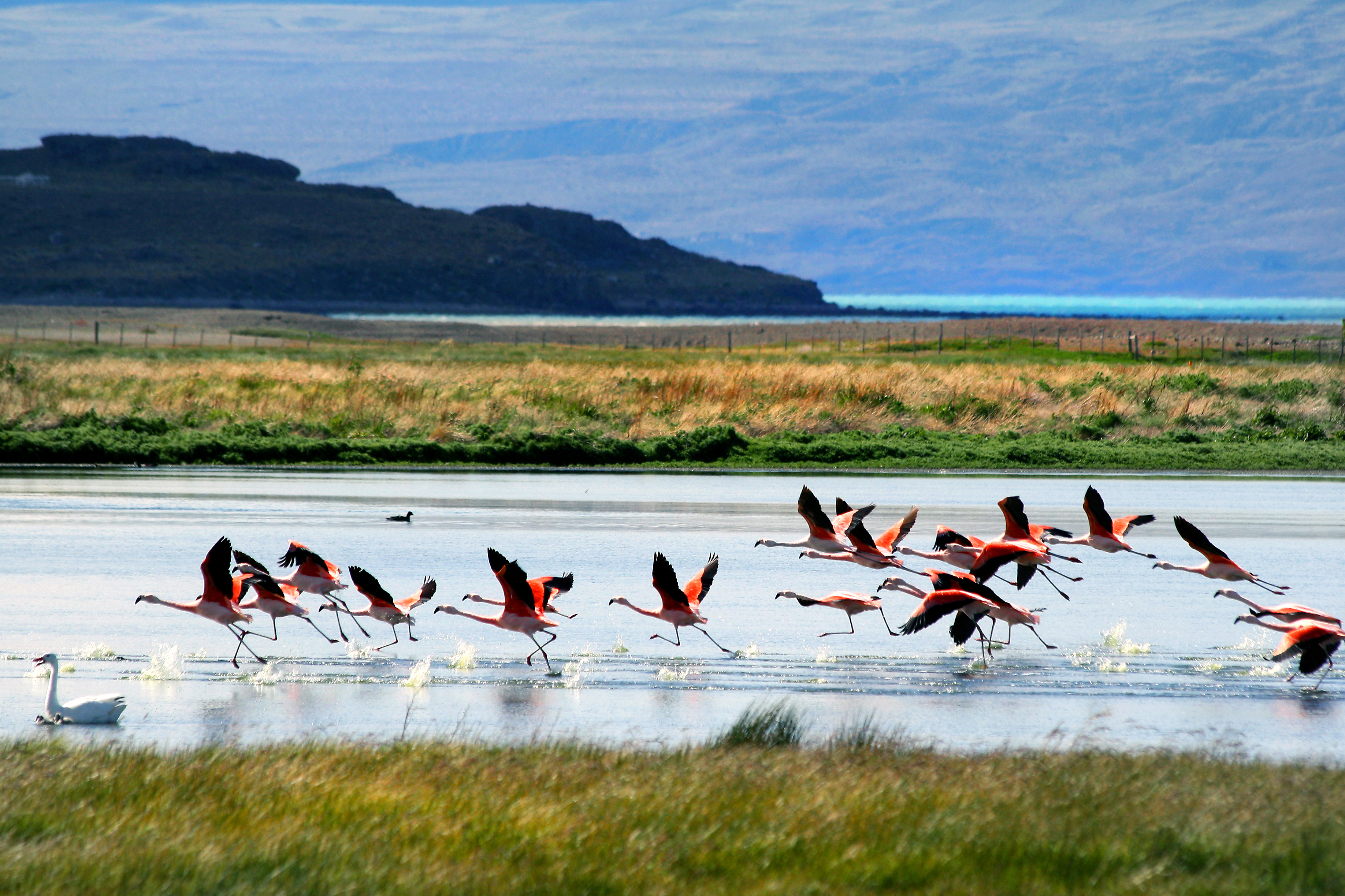
Flamenco austral (Phoenicopterus chilensis) en la zona costera.
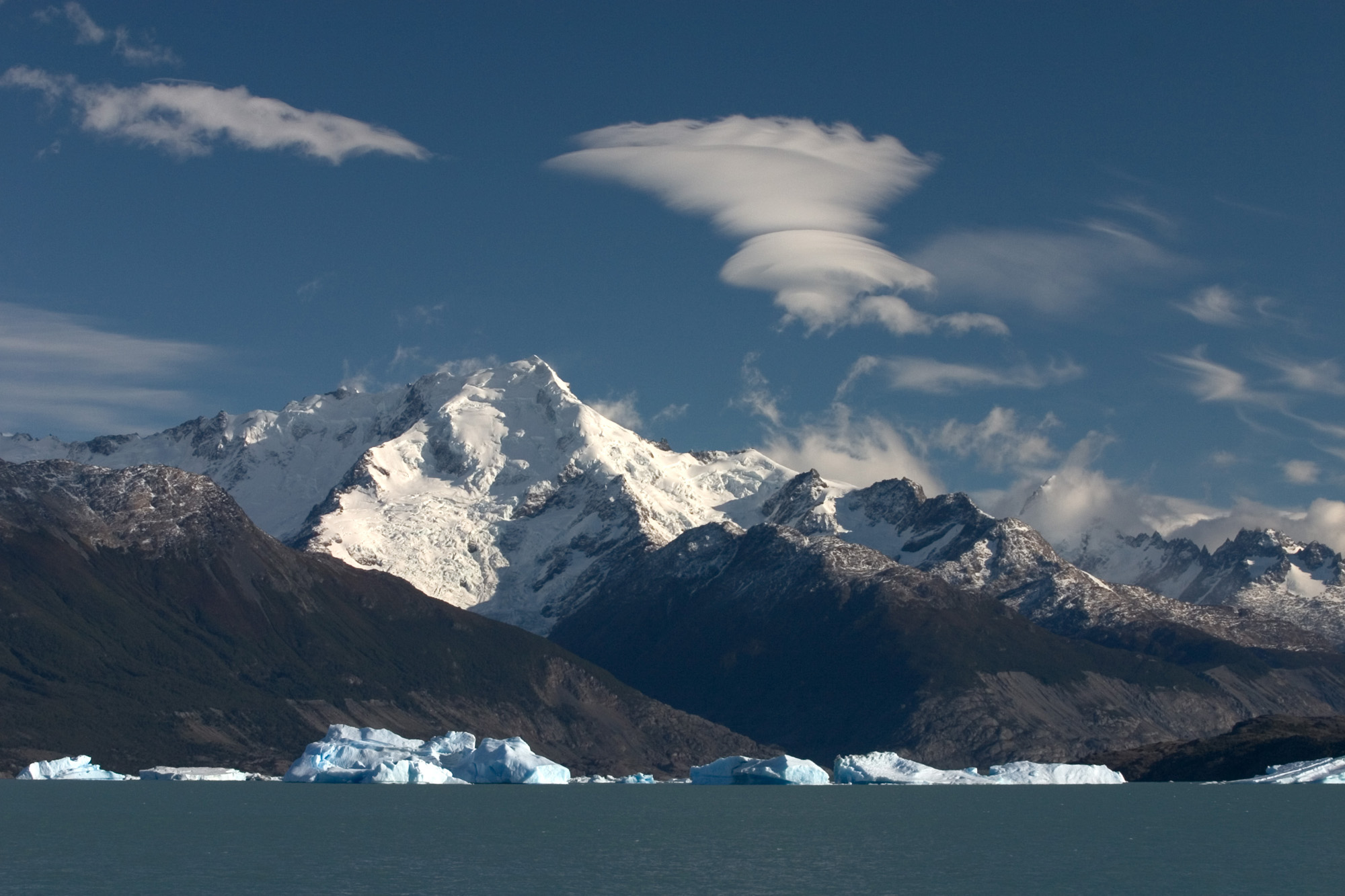
Brazo norte del lago.